# Greybeards
Greybeards är en svensk rockgrupp bildad 2012 i Gävle. 
Bandet bildades som ett skolprojekt av Ingemar Mårtensson, Olle Westlund, Niklas Nironen och Simon Mojtahedi. Till några av Greybeards mest kända låtar hör "Memories", "Dancing all along with you", "We'll never die", "Take the Fight", och "Let it out"
2013 tävlade bandet i P4 upplaga av Svensktoppen nästa och kammade hem gävleborgsfinalen. År 2014 inbjöds gruppen att spela på FKP Scorpios metalfestival, Getaway Rock. Efter att ha gjort en spelning på Getaway Rock Festival  2014 signade kvartetten med skivbolaget Attitude Recordings .
27 mars 2015 släppte kvartetten sitt debutalbum Longing to Fly , inspelad av Benjamin Nyman och Anton Forsberg i Kenneth Skoglunds studio Sound Control studios". Till albument släpptes tre singlar,  Dancing all Along with You , Memories  och Take The Fight.  Bandet släppte två musikvideor Memories  och Take The Fight. 

2018 släppte kvartetten sitt andra fullängdsalbum "For The Wilder Minds", inspelad i den lokala studion Sound Society i centrala Gävle med producenten Chips Kiesby. (Producerat år Hellacopters, Millencollin, Bonafide, Wilmer X etc)
Skivan släpptes i samband med en spelning på Gefle Hårdrocksklubb där bandet öppnade åt rockbandet Mustasch.

## Bandmedlemmar

### Nuvarande medlemmar
- Olle Westlund - Sång, gitarr
- Ingemar Mårtensson - Gitarr
- Niklas Nironen - Trummor
- Simon Mojtahedi - Bas

## Diskografi

### Studioalbum
- Longing To Fly (2015)
- For The Wilder Minds (2018

### Singlar
- SWAY
- Fast Asleep
- Peace Of Mind
- Cold december
- Take The Fight
- Memories
- Dancing all along with you